# Kokain (Roman)
Kokain (italienischer Originaltitel: Cocaina) ist ein 1922 erschienener Roman des italienischen Schriftstellers und Journalisten Pitigrilli.

## Handlung
Die Hauptfigur, Tito Arnaudi, verliebt sich in ein bürgerliches Mädchen, das von seinen Eltern in strenger Zucht gehalten wird. Um die beginnende Affäre zu verhindern, schicken die Eltern Maddalena in eine Erziehungsanstalt. Tito reist aus Verzweiflung nach Paris, nachdem er sich Visitenkarten hat drucken lassen, auf denen er sich als Doktor und Professor ausgibt. Dort bekommt er Kontakt zu journalistischen Kreisen und befreundet sich mit Leuten, die ihn in die Halbwelt und Drogenszene von Paris einführen, in der auch die gehobene Bourgeoisie verkehrt. Anfangs noch kritisch-distanziert, lässt er sich immer mehr vor allem auf das Kokain ein und wird schließlich davon abhängig. In Paris trifft er wieder auf Maddalena, die sich jetzt Maud nennt und eine mondäne Kokotte geworden ist. Tito hat sowohl mit ihr als auch mit Kalantan, der Witwe eines Öl-Magnaten, an dessen Tod er mitschuldig ist und die er bei einer Orgie kennenlernte, ein Verhältnis. Beruflich erfolgreich ist er mit völlig frei erfundenen, sensationellen Falschmeldungen in seinen Artikeln. Er pendelt sexuell zwischen Kalantan und Maud, bis er sich in Maud verliebt, obwohl oder gerade weil sie dabei ist, dick zu werden und unattraktiv. Der Grund dafür ist, dass sie sich die Eierstöcke entfernen ließ, um nicht schwanger werden zu können. Tito bestiehlt Kalantan und begleitet Maud nach Südamerika, wo beide von dem gestohlenen Gold leben. Da Tito Mauds ständige Untreue nicht ertragen kann, verlässt er sie, kehrt aber später wieder zu ihr zurück. Inzwischen räsoniert er über das Leben, insbesondere über die Sexualität und das Verhältnis zwischen den Geschlechtern. Am Ende ist er des Lebens überdrüssig. Bei einer befreundeten Ärztin entwendet er in deren Institut ein Serum mit tödlichen Bazillen und vergiftet sich damit. Sein Leichnam wird in einem grotesken Trauerzug zum Krematorium geleitet und verbrannt. Maud, die sich geschworen hat, nach ihm keinen Mann mehr anzunehmen, verabredet sich bald darauf mit Titos bestem Freund zu einem erotischen Rendezvous.

## Thematik und Wirkung
Der Roman, der als wichtigstes Werk Pitigrillis gilt, löste bei seinem Erscheinen einen literarischen Skandal aus. Berühmt und berüchtigt wurde er vor allem durch seine drastische, aber nicht nur negative Darstellung der Folgen des Kokaingenusses, die zynische Beschreibung von Liebe und Sexualität und der gesellschaftlichen Verhältnisse überhaupt. Er beschreibt eine dekadente Welt, in der nichts und niemand mehr von Bedeutung ist und nur noch Drogen, die oberflächliche Schönheit und der Luxus Geltung haben. Die Liebe und das Leben werden als rein biologische Funktion dargestellt, in der sich die Natur unter dem Deckmantel von Idealen, die sich der Mensch erschaffen hat, zum Zweck der Fortpflanzung durchsetzt.
Der Roman wurde in Deutschland am 18. Juli 1933 als Schund- und Schmutzliteratur eingestuft. Unter Berufung auf diese Entscheidung indizierte die Bundesprüfstelle für jugendgefährdende Schriften (BPjS) 1954 den Roman; das Verwaltungsgericht Köln bestätigte diese Entscheidung, da das Buch geeignet sei, die Phantasie junger Menschen „in ungesunder Weise sexuell zu erregen“. 1988 sprach die BPjS erneut eine Indizierung aus, gegen die sich der Rowohlt Verlag erfolgreich wehrte.
Im Jahr 2004 inszenierte der Regisseur Frank Castorf Kokain als Schauspiel an der Berliner Volksbühne; das Bühnenbild dazu schuf der Künstler Jonathan Meese.

## Ausgaben
- Cocaina: romanzo. Sonzogno, Mailand 1921 (Originalausgabe)
- Kokain. Roman. Berechtigte Übersetzung aus dem Italienischen von Maria Gagliardi. Eden Verlag, Berlin 1927 (deutsche Erstausgabe)
- Kokain. Roman. Aus dem Italienischen von Maria Gagliardi. Mit einer Vorrede und einem Nachwort von Peter Weibel. Matthes und Seitz, München 1979, ISBN 3-88221-308-6
- Kokain. Roman. Bearbeitete Ausgabe der Übersetzung aus dem Italienischen von Maria Gagliardi (= rororo. 12225). Rowohlt, Reinbek 1988, ISBN 3-499-12225-1; (= rororo. 23233) ebd. 2002, ISBN 3-499-23233-2